# 雨川きゅう
雨川 きゅう（あめかわ きゅう）は、日本の漫画家。作品に『スーパーショートコミックス』がある。

## 来歴
『comico』（NHN comico）にて、不条理ギャグコメディを描いた『スーパーショートコミックス』を連載。2015年、同作がテレビアニメ化される。同年、同作が書籍化されるが、作者の雨川は一切関与しておらず、2016年1月に回収。2016年5月19日に掲載終了し、同サイトから作品が削除されている。

## 作品リスト
- スーパーショートコミックス（『comico』2014年 - 2015年12月20日[2]、全1巻）